# Чад Г'юго
Чарльз Едвард Г'юго (англ. Charles Edward Hugo; нар. 24 лютого 1974) — американський музичний продюсер. У 1992 році разом із другом дитинства Фарреллом Вільямсом він заснував дует The Neptunes, з яким створив численні хіти для різних виконавців. Він є учасником гурту N.E.R.D. разом з Фарреллом і Шей Хейлі, а також заснував звукозаписний лейбл Star Trak Entertainment разом з Вільямсом у 2001 році. На відміну від Фаррелла, Г'юго не виконує вокал у піснях.

## Раннє життя
Чад Г'юго народився в Портсмуті, штат Вірджинія, в філіппінсько-американській родині. Його мати була лаборантом, а батько служив у ВМС США. З раннього віку Чад почав вивчати музику після того, як дізнався про синтезатори з новин, що викликало інтерес до електронного музичного обладнання. Також він почав записувати мікстейпи в себе вдома за допомогою бумбоксу та написав статтю про Роберта Муга. Пізніше він приєднався до свого шкільного оркестру, грав на саксофоні, де познайомився з Фарреллом Вільямсом, з яким почав продюсувати музику. Вони заснували дует The Neptunes у 1992 році. Згодом, коли вони взяли участь у місцевому конкурсі талантів, їх помітив продюсер Тедді Райлі, чия студія була неподалік від їхньої школи. Вільямс познайомив Чада Г’юго з Шей Хейлі, з яким вони створили групу N.E.R.D у 1999 році. У середній школі Г’юго працював професійним ді-джеєм, виступаючи на місцевих церковних заходах. Пізніше вони з Фарреллом почали співпрацювати з братами Pusha T та No Malice з гурту Clipse, записуючи пісні в спальні Чада на горищі його батьків.

## Кар'єра
У 1992 році вони написали пісню «Rump Shaker»  Wreckx-n-Effect, будучи ще школярами. Дует також працював з групою Райлі Blackstreet, ставши співавторами синглу «Tonight's the Night» з їх однойменного дебютного альбому. У 1997 році вони спродюували пісню «Lookin' at Me» з дебютного альбому Mase Harlem World. Потім The Neptunes продюсували пісні для Noreaga, Ol' Dirty Bastard і Kelis. Чад Г’юго познайомився з Jay-Z під час запису його другого альбому In My Lifetime, Vol. 1, і зіграв на саксофоні у другому синглі альбому «The City Is Mine». Дует також спродюсував альбом Clipse Exclusive Audio Footage у 1999 році, який офіційно вийшов тільки в 2022 році.
У 2001 році Neptunes заснували лейбл Star Trak Entertainment, на якому Neptunes і N.E.R.D випускали всі свої проєкти. Лейбл діяв до 2015 року. Того ж року N.E.R.D. випустили свій дебютний студійний альбом In Search of.... Незабаром після цього Neptunes отримали свій перший світовий хіт, спродюсувавши сингл Брітні Спірс «I'm a Slave 4 U», а також вони написали та продюсували останній сингл NSYNC «Girlfriend». Після розпаду NSYNC вони продовжили співпрацю з Джастіном Тімберлейком, написавши та продюсувавши більшу частину його дебютного сольного альбому Justified.
У 2003 році The Neptunes випустили збірний альбом Clones, що містить пісні та ремікси від різних виконавців Star Trak. У 2004 році на церемонії вручення премії «Греммі» вони отримали нагороди за «Найкращий вокальний поп-альбом» за роботу над Justified і «Продюсер року». Протягом наступних років Чад співпрацював з виконавцем Kenna, для якого спродюсував кілька альбомів. Також Г’юго співпрацював з Ешлі Сімпсон, ДжоДжо, E-40, The Internet і Brockhampton. Він також зробив ремікси для Джессі Маккартні, Kings of Leon і St. Vincent. Також Г’юго працював із балтіморським продюсером і ді-джеєм Деніелом Білтмором під назвою «MSSL CMMND», випускаючи мікстейпи, оригінальні постановки та ремікси виконавців, зокрема Rhye, Iamsu!. Під псевдонімом Yardnoise він спродюсував шість треків у супутньому альбомі до фільму «Менні» 2014 року, який розповідає про раннє життя та кар’єру філіппінського боксера Менні Пак'яо.
Чад Г’юго та Фаррелл Вільямс були введені до Зали слави піснярів як частина класу 2020.
У 2024 році Чад Г’юго подав до суду на Фаррелла Вільямса через торгові марки та права на назву продюсерського дуету. Згодом Фаррелл підтвердив, що вони більше не спілкуються.

## Особисте життя
У Чада Г’юго троє дітей: 1998, 2000 і 2014 років народження. Незважаючи на свою славу, Чад рідко дає інтерв'ю, і, на відміну від Фаррелла, відмовився від успішної сольної кар'єри та загалом веде помірний спосіб життя.

## Дискографія
Разом з N.E.R.D.
- In Search of... (2002)
- Fly or Die (2004)
- Seeing Sounds (2008)
- Nothing (2010)
- No One Ever Really Dies (2017)

Разом з The Neptunes
- Clones (2003)